# Sandal
Sandal (szlovákul: Šandal) község Szlovákiában, az Eperjesi kerületben, a Sztropkói járásban.

## Fekvése
Sztropkótól 3 km-re délnyugatra, az Ondava jobb oldalán fekszik.

## Története
A települést 1391-ben említik először, amikor a Rozgonyiaktól a Czudar család szerzi meg. A középkorban a csicsvai váruradalom része, majd a Czudaroké és a Sztropkó uradalomé. 1787-ben az első népszámlálás alkalmával 34 házat és 268 lakost számláltak a községben.
A 18. század végén Vályi András így ír róla: „SANDAL. Tót falu Sáros Várm. földes Urai több Uraságok, lakosai külömbfélék, fekszik Sztropkóhoz nem igen messze, mellynek filiája, határja sovány, legelője, fája van.”
A 19. században a Tahy családé. 1828-ban 55 házában 434 lakos élt. Lakói hagyományosan mezőgazdasággal foglalkoztak.
Fényes Elek 1851-ben kiadott geográfiai szótárában így ír a faluról: „Sandal, orosz-tót falu, Sáros vmegyében, Zemplén szélén, Radoma fiókja: 96 r. 240 g. kath. 62 zsidó lak. Sovány határ. F. u. Keczer. Ut. p. Eperjes 2 óra.”
Borovszky Samu monográfiasorozatának Zemplén vármegyét tárgyaló része szerint: „Sandal, ondavamenti kisközség 54 házzal és 264 gör.-kath. vallású lakossal. Postája és távírója Sztropkó, vasúti állomása Mezőlaborcz. Előbb a sztropkói uradalom tartozéka volt; 1631-ben báró ’Sennyey Sándor kapott némely részeire kir. adományt. Most nincs nagyobb birtokosa. A falu előbb Sároshoz tartozott s csak 1881-ben csatolták Zemplénhez. Gör. kath. temploma 1800-ban épült. Ide tartozik Rovnya-puszta.”
A trianoni diktátumig Zemplén vármegye Sztropkói járásához tartozott.

## Népessége
| Év:            | 1994. | 2004.   | 2014. | 2024.   |
| -------------- | ----- | ------- | ----- | ------- |
| Emberek száma: | 315   | 300     | 312   | 318     |
| Eltérés:       |       | -4,76 % | +4 %  | +1,92 % |

| Év:            | 2023. | 2024.   |
| -------------- | ----- | ------- |
| Emberek száma: | 316   | 318     |
| Eltérés:       |       | +0,63 % |

1910-ben 249, túlnyomórészt szlovák lakosa volt.
2001-ben 305 lakosából 299 szlovák volt.
2011-ben 309 lakosából 295 szlovák.

## Nevezetességei
- Görögkatolikus templom.
- Római katolikus templom.